# Thecla silumena
Thecla silumena är en fjärilsart som beskrevs av William Chapman Hewitson 1867. Thecla silumena ingår i släktet Thecla och familjen juvelvingar. Inga underarter finns listade i Catalogue of Life.